# صانع الظلام (رواية)
صانع الظلام هي رواية من تأليف الكاتب المصري تامر إبراهيم والصادرة عن دار الكرمة للنشر والتوزيع لعام 2012. تقدم الرواية رحلة البطل يوسف الذي يجد نفسه وسط دوامة من الأحداث المثيرة والغريبة التي تقلب حياته رأسًا على عقب.

## عن الكتاب
تتألف رواية صانع الظلام من جزأين، صدر أولهما عن دار الكرمة للنشر والتوزيع عام 2012، وفي يناير (كانون الثاني) 2013 صدر الجزء الثاني من رواية صانع الظلام عن دار بلومزبرى – مؤسسة قطر للنشر خلال معرض القاهرة الدولي للكتاب، وكان بعنوان «الليلة الثالثة والعشرون». أصدرت دار الكرمة للنشر والتوزيع بعد ذلك طبعة كاملة تضم الرواية بجزأيها في كتاب واحد.

## موضوع الرواية
يغلب على رواية صانع الظلام طابع الغموض والرعب، إذ تدور أحداث الرواية حول الصحفي الشاب البالغ من العمر أربعة وثلاثين عاما يوسف خليل، والذي يعمل في قسم الحوادث بمجلة «المجلة»، فذات يوم يكلِّفه مدير التحرير بإجراء حوار صحفي مع الدكتور مجدي الرفاعي، وهو أستاذ جامعي في الخمسينات من عمره حُكِم عليه بالإعدام لقتله ابنه الطفل البالغ من العمر عشر سنوات بطريقة بشعة حيث هشم رأسه بالمطرقة، وبدلًا من أن يحصل يوسف على إجابات على أسئلته، يجد نفسه قد سقط في لعبة جهنمية لا تحمل له إلا الأسرار والمفاجآت والأهوال التي تفوق أسوأ كوابيسه! لعبة قواعدها لا ترحم.. لعبة لا يستطيع الخروج منها. فيحارب بلا أمل وبلا هوادة، لا بحثًا عن الحقيقة، بل يحارب في سبيل النجاةً بحياته.. كان يوسف خليل وحيدًا... لكنه سيفتقد وحدته هذه قريبًا!

## شخصيات الرواية
- يوسف خليل: صحفي شاب سيئ الحظ يعمل في مجلة «المجلة» وهو بطل الرواية.
- مجدي الرفاعي: أستاذ التاريخ الذي يقتل ابنه والذي يجري معه يوسف مقابلة صحفية تكون هي البداية لأحداث القصة.
- المقدم عصام فتحي: ضابط شرطة وصديق يوسف الذي يعاونه على حل لغز القضية.
- الدكتور قدري: زميل الدكتور مجدي الرفاعي في الكلية.
- سوسن: طالبة الأستاذ مجدي التي ترافق يوسف خلال مغامرته.
- الشيء: هو الشخصية الشريرة الرئيسية في القصة.

## مقتطفات من الرواية
- «الذي قال إن مصرع شخص واحد مأساة، بينما مصرع الآلاف مجرد إحصائية؟ أيًّا ما كان لقد كان محقًّا.»
- «ثمة شعور يسيطر على المرء حين يقتل لأول مرَّة، هو مزيج من البرود والاشمئزاز والثقة والارتياح.»
- «ثلاثة انواع من البشر يتنفسون على هاذا الكوكب الاول هم العقلاء ذوي الطمع والجشع الفائض وحب الذات ،الثاني اؤلئك الذين رأوؤ في الحياة معنى ثان لن تفهمه الا لو كنت منا ،والثالث هم من يشبهوننا ولكن يتم وضعهم في سجن الموت المسمى ب المصحه العقلية.»
- «التفاصيل الصغيرة هي التي تمنحك الحقيقة في النهاية.»
- «فالأعداء في هذا الزمن يولدون أصدقاء.»

## كاتب الرواية
تامر إبراهيم هو كاتب مصري من أبرز كتاب الرعب والتشويق في العالم العربي، ولد في الكويت عام 1980، وتخرج في كلية الطب بجامعة عين شمس عام 2003 بتقدير مقبول، صدرت له عدة سلاسل روائية ومجموعات قصص قصيرة إحداها مع د.أحمد خالد توفيق. بدأ ظهوره في سلسلة (سلة روايات) بأكثر من عدد، ثم إتجه إلى سلسلة (ميجا) المنوعة مع الكاتبين تامر فتحي وتامر أحمد، توقفت السلسلة بعد صدور العدد الثالث.

## وصلات خارجية
- آراء القرّاء حول رواية صانع الظلام على موقع أبجد
- صفحة رواية صانع الظلام على موقع جود ريدز